# T. J. Bray
Thomas Joseph "T. J." Bray (New Berlin, Wisconsin, 14 de junio de 1992) es un exbaloncetista estadounidense. Con 1,96 metros de estatura, jugaba en la posición de ￼base.

## Trayectoria deportiva
Es un alero formado en la universidad de Princeton Tigers. Tras no ser elegido en el Draft de la NBA de 2014, debutaría como profesional en la Legadue Gold italiana, donde jugaría durante dos temporadas en las filas de los equipos de Pallacanestro Trapani y A.S. Junior Pallacanestro Casale.
Disputaría la ligas de verano de la NBA durante dos veranos consecutivos, con los Toronto Raptors la 2014-15 y con los New York Knicks la 2015-16. En julio de 2016, firmaría por el MHP Riesen Ludwigsburg de la Basketball Bundesliga.
Más tarde, en enero de 2017 llegaría a Bélgica para jugar en las filas del Excelsior Brussels Basket, donde realizaría un buen final de temporada.
En verano de 2017 fichó por el Kolossos Rodou BC para jugar en la A1 Ethniki. En Grecia, de la mano del Kolossos Rodou B.C., el base firmó una buena temporada en la que promedió 12.1 puntos, 3.4 rebotes y 3.4 asistencias que le devolvieron la oportunidad de jugar en la easycredit BBL.
En verano de 2018 fue fichado por el Rasta Vechta y en la cuarta jornada se hizo con el galardón de MVP gracias a sus 36 puntos, 3 rebotes y 8 asistencias frente al Mitteldeutscher B.C. Tras participar en el All-Star, el director de juego cerró la liga regular con 14.8 puntos, 3.2 rebotes y 7.9 asistencias que le confirmaron como el máximo asistente de la competición. Sin embargo, sus prestaciones fueron a más durante los playoffs, llegando a semifinales; instancia en la que, pese a caer eliminado frente al F.C. Bayern München, brilló con 38 puntos (10/13 en triples) en el tercer partido de la serie. 
En verano de 2019, Bray firmó por el Bayern de Múnich con el que jugaría tanto en la competición doméstica como en la Euroliga.
El 3 de diciembre de 2020, T. J. Bray firma por el Casademont Zaragoza de la Liga ACB española, cedido por el Bayern de Múnich hasta el final de la temporada, en un intercambio con el base estadounidense D. J. Seeley.
El 8 de febrero de 2021, T.J. Bray deja Casamont Zaragoza y firma por el Panathinaikos B. C. de la A1 Ethniki.